# 4243 Nankivell
4243 Nankivell eller 1981 GF1 är en asteroid i huvudbältet som upptäcktes den 4 april 1981 av det nyzeeländska astronomparet Pamela M. Kilmartin och Alan C. Gilmore vid Mount John University Observatory. Den är uppkallad efter Garry R. Nankivell.
Asteroiden har en diameter på ungefär 18 kilometer och den tillhör asteroidgruppen Eos.